# Estas são as armas
Pour plus de détails, voir Fiche technique et Distribution.
Estas são as armas est un film documentaire mozambicain réalisé en 1978.

## Synopsis
Réalisé par un collectif de jeunes de l’Institut national du cinéma (INC) sous la direction de Murilo Salles et Luís Bernardo Honwana, Estas são as armas traite de l’invasion de cette ancienne colonie portugaise par les troupes de Rhodésie. En 1977 une équipe part de Maputo à la province de Tete dans l’objectif de réaliser un reportage sur les dommages causés par les bombardements de la flotte aérienne dans diverses zones habitées par des milliers de personnes.